# Greta Åqvist
Lilly Anna Margareta (Greta) Åqvist, född 9 december 1905 i Hedvig Eleonora församling, Stockholm, död 26 juni 1986 (sedan 1967 på församlingen skriven i Klara församling, Stockholm), var en svensk målare, grafiker och tecknare. 
Hon var dotter till direktören Ernst Leonard Åqvist och Lillie Hallberg samt syster till riksdagsmannen Gösta Åqvist. Åqvist studerade vid Berggrens målarskola i Stockholm 1928 och vid Konsthögskolan 1928–1932 och i Dresden samt under studieresor till Frankrike och Spanien. Hon medverkade i grupputställningen Tuben i Örebro 1933. Hennes konst består av stilleben och figurer utförda i olja, krita eller som grafiska blad. Som illustratör medverkade hon med illustrationer till Barnbiblioteket Saga. Åqvist är representerad på Örebro läns museum. Hon är begravd på Norra kyrkogården i Örebro.